# Ukata
Ukata ist ein Verwaltungsbezirk (Ward) des Distrikts Mbinga in der tansanischen Region Ruvuma.

## Geografie
Ukata liegt im Südwesten von Tansania etwa 25 Kilometer Luftlinie nordwestlich der Distrikthauptstadt Mbinga und nur wenige Kilometer vom Malawisee entfernt. Das Gebiet steigt von rund 700 Meter Seehöhe im Westen auf bis zu 1600 Meter im Osten an. Der Bezirk grenzt im Norden an Matiri, im Osten an Linda und Mkumbi, im Süden an Kipololo und Kitura und im Westen an die zwei Bezirke Liwundi und Ngumbo des Distrikts Nyasa. Bei der Volkszählung 2022 lebten 5663 Menschen in 1412 Haushalten auf einer Fläche von 75 Quadratkilometern.

## Gliederung
Der Bezirk besteht aus vier Gemeinden (Mtaa) mit 25 Orten (Kitongoji):
| Ukata - Ukata Juu - Ukata Chini - Mihopa - Mbinga - Njombo - Mhusi - Lihaha - Kihulila | Litoho - Mheza - Mbeya - Kuruba - Mamboya - Namambanga - Luwanga - Kikuyu | Ulima - Ulima - Mbeya - Nzwasu - Kihulila - Mpanda | Liwanga - Mihanga - Lung'umba - Liwanga - Ligela - Matarawe |

## Infrastruktur
- Bildung: Die einzige weiterführende Schule des Bezirks ist die Ukata Secondary School,[8] die Jugendliche bis zur 4. Stufe ausbildet.[9]
- Gesundheit:  In der Gemeinde Ukata bietet eine private Apotheke medizinische Versorgung an.[10]